# Митровићи (Станари)
Митровићи су насељено мјесто у општини Станари, Република Српска, БиХ. Према попису становништва из 1991. у насељу је живјело 441 становника.

## Становништво
| Демографија | Демографија | Демографија |
| Година      | Становника  | Становника  |
| ----------- | ----------- | ----------- |
| 1961.       | 506         |             |
| 1971.       | 511         |             |
| 1981.       | 491         |             |
| 1991.       | 437         |             |

## Презимена
У Митровићима су заступљена разна презимена, од којих су најзаступљенија:
- Ћелић
- Павловић
- Миљић
- Васић
- Томић
- Бијељић
- Ђукановић
- Ракић
- Ђукић
- Барњак
- Дењиз
- Марић
- Бабић
- Николић
- Долић